# Wang Zhiwei
Wang Zhiwei, född 18 juli 1988 i Yangquan, är en kinesisk sportskytt.
Han blev olympisk bronsmedaljör i pistol vid sommarspelen 2012 i London.